# Jönköpings stadsbibliotek
Jönköpings stadsbibliotek är ett bibliotek som sedan 1969 finns på Öster i Jönköping.

## Historik
År 1911 donerade Axel Fredrik Lindström en boksamling på över 40 000 titlar till Jönköpings stad för att ett stadsbibliotek skulle grundas. Boksamlingen består av tryckta böcker, akademiska avhandlingar och småtryck. Många av böckerna i samlingen är skönlitterära, men där finns också en mängd facklitteratur från 1600-, 1700- och 1800-talen, varav många är mycket sällsynta. Här återfinns en stor samling av Carl von Linnés dissertationer.
Denna donation ledde till att Jönköpings stadsbibliotek öppnades för allmänheten i september 1916 i Kristinagården vid Östra Storgatan. Det hade funnits bibliotek i Jönköping tidigare, men de var privata och avgiftsbelagda.
Mellan 1935 och 1969 låg stadsbiblioteket i Gamla Epidemisjukhuset vid Västra Storgatan.

## Bilder

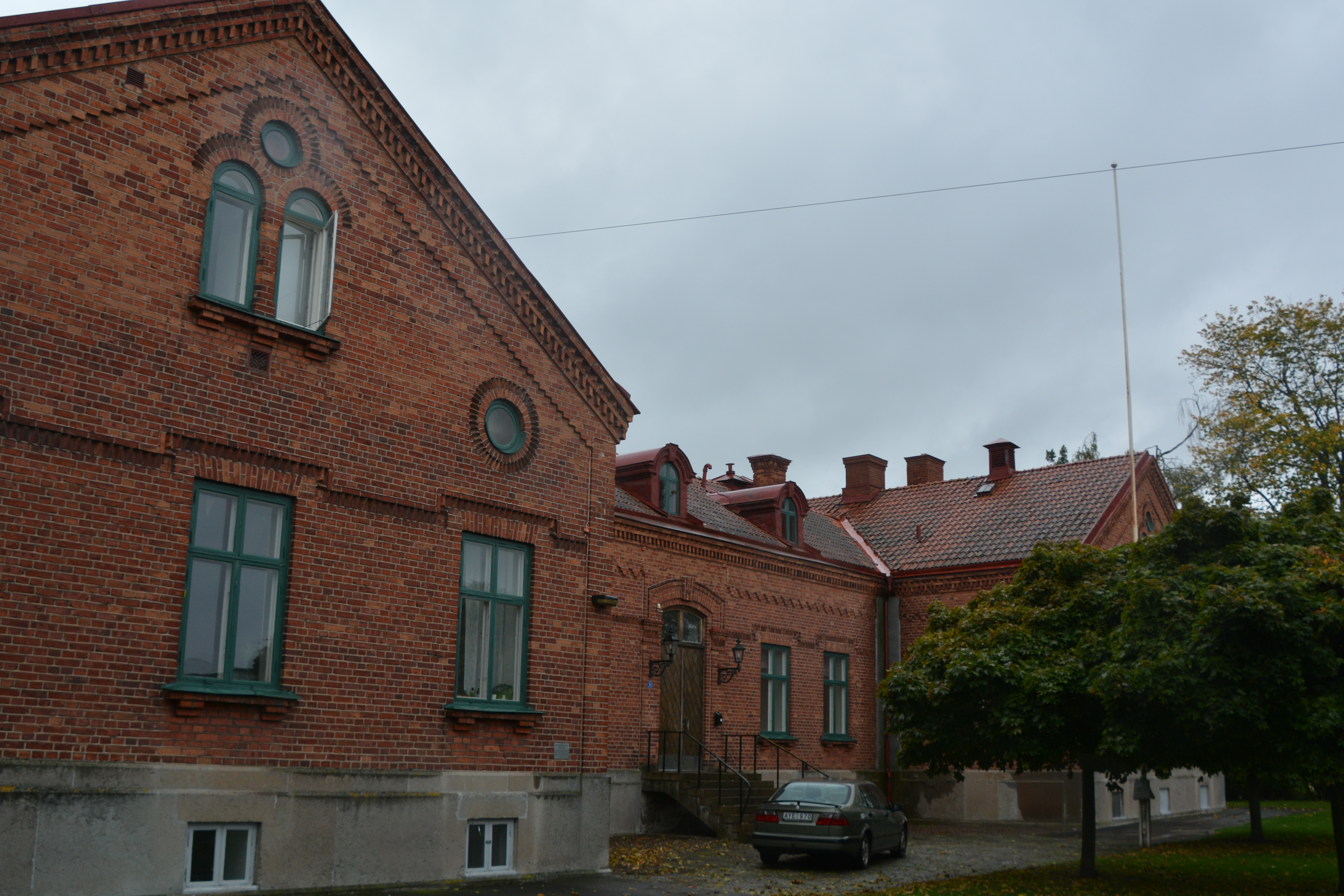
Gamla Epidemisjukhuset, bibliotek 1935–1969.
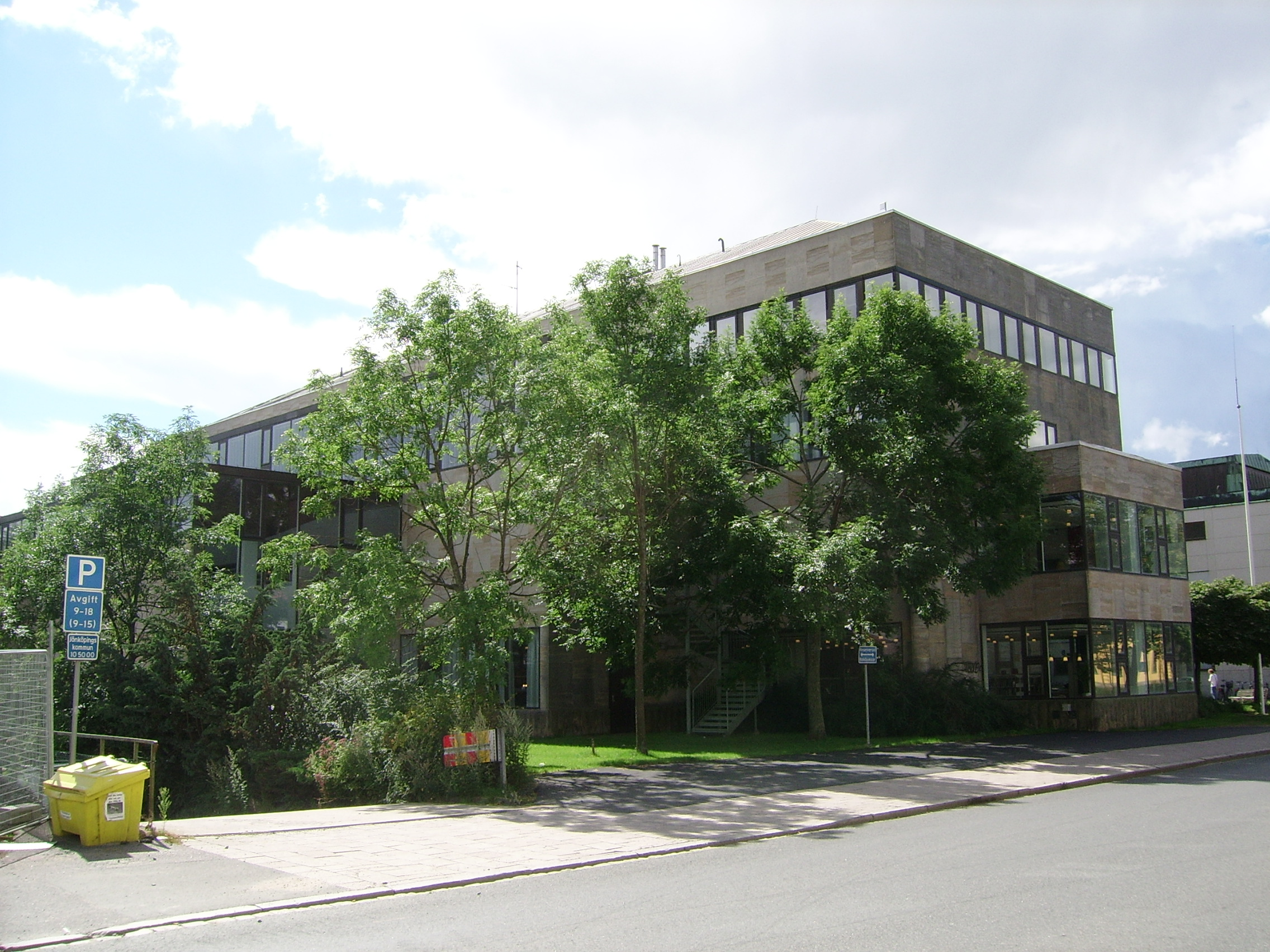
Jönköpings stadsbibliotek, 2007.
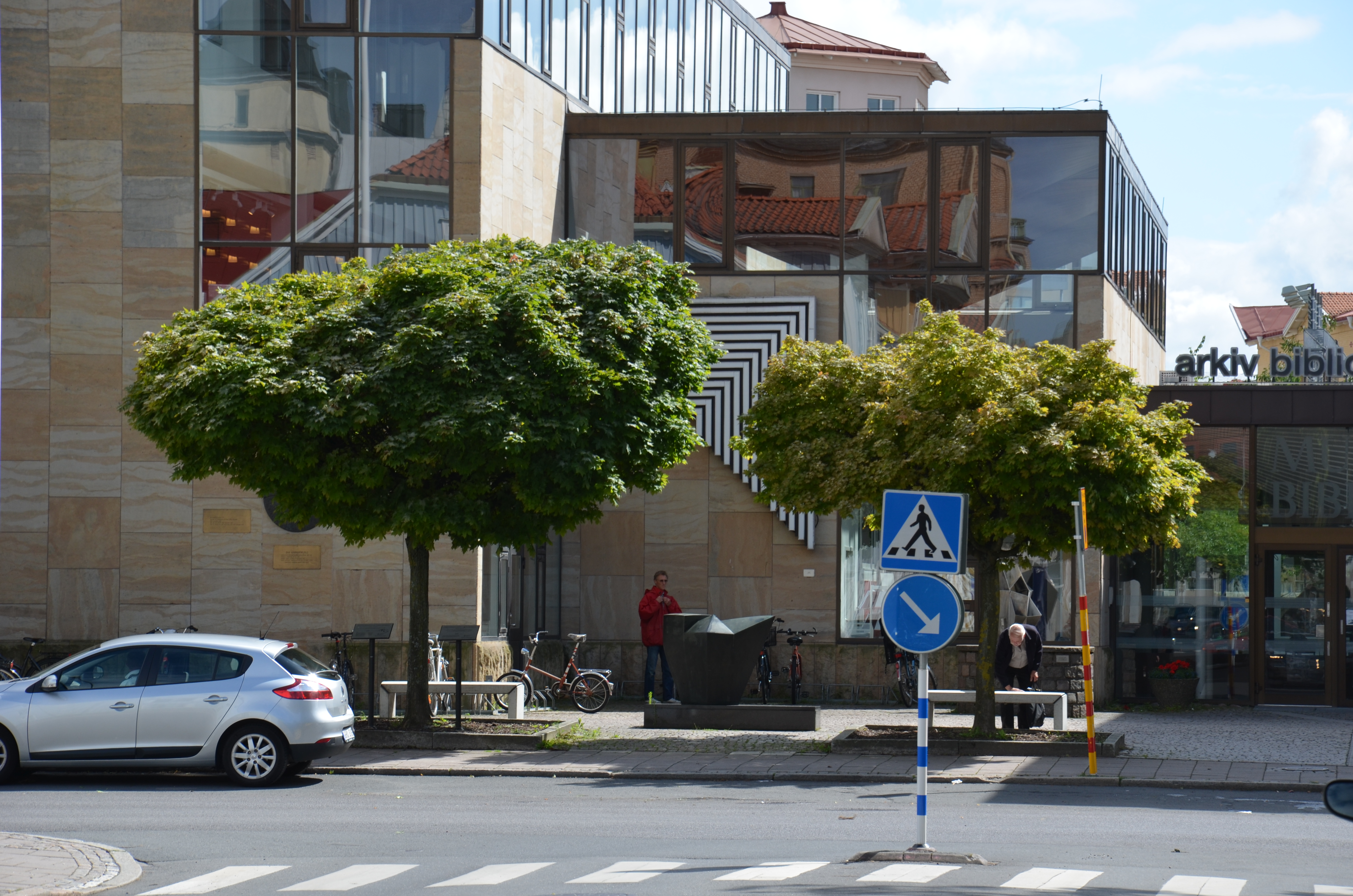
Entré till Jönköpings stadsbibliotek med Per-Olof Ultvedts Hundöra och Emile Giliolis  Hommage á Dag Hammarskjöld

## Nuvarande lokaler
Jönköpings stadsbibliotek nuvarande byggnad invigdes 1969 och är beläget på Öster i Jönköping.
Biblioteket är utvändigt klätt i ljusröd sandsten från Östtyskland, en sten som i färg och struktur påminner om den trånghallasandsten som på 1600-talet användes till bland andra hovrättsbyggnaden och Kristine kyrka. Biblioteksbyggnaden är ritad av Jan Wallinder och Johan Hedborg i Göteborg och biblioteket var vid invigningen sin tids modernaste svenska biblioteksbyggnad. Golvytan är omkring 7 850 m². 
Byggnaden kostade 10 miljoner kronor att uppföra. Byggnadstekniskt sett är bibliotekets dominerande element de hyperboliska skalen, som bildar tak i tre av husens våningar. Huset byggdes med gemensam entré med det intilliggande Jönköpings läns museum och ett planerat arkivhus. Arkivhuset, med Jönköpings stadsarkiv, Arkiv Jönköpings län, och stadshistorisk utställning, har sedermera uppförts år 2010 omedelbart öster om biblioteket.
I den konstnärliga utsmyckningen ingår Per Olov Ultvedts ljusskulptur Hundöra som symboliserar den lästa texten. Konstverket Ordet är ditt av HC Ericson binder samman de tre byggnaderna, en lång metallinläggning i golvet med texten "ordet är ditt" på 60 olika språk.
Under våren 2016 genomgick Stadsbiblioteket en större renovering där bland annat golv och bokhyllor byttes ut.